# R-27 Zyb

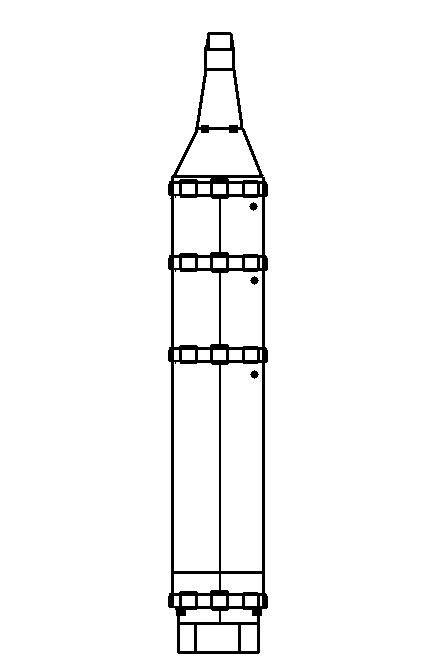
Perfil esquemático de un misil balístico R-27.

Esquema simplificado del interior un misil balístico R-27.

R-27 (en ruso: Р-27, designación OTAN: SS-N-6 Serb) fue el nombre de un misil balístico lanzado desde submarino (SLBM) con cabezas nucleares desarrollado por la Unión Soviética a mediados de los años 1960.

## Versiones

### R-27
El primer vuelo tuvo lugar en 1967, y entró en servicio en 1968. Fue retirado en 1993.

#### Especificaciones
- Masa total: 14.394 kg
- Diámetro: 1,5 m
- Longitud total: 9 m
- Ojiva: 1000 kg
- Alcance máximo: 2000 km
- CEP: 1,61 km

### R-27K
El primer vuelo tuvo lugar en 1972.

#### Especificaciones
- Masa total: 14.394 kg
- Diámetro: 1,5 m
- Longitud total: 9 m
- Ojiva: 500 kg
- Alcance máximo: 3600 km
- CEP: 1,85 km

### R-27U
Desarrollo completado en 1973.

#### Especificaciones
- Masa total: 14.394 kg
- Diámetro: 1,5 m
- Longitud total: 9 m
- Ojiva: 840 kg
- Alcance máximo: 2980 km
- CEP: 1,85 km